# Static Prevails
Static Prevails är Jimmy Eat Worlds andra album, och släpptes den 23 juli 1996.

## Track listing
Alla låtar är skrivna och komponerade av Jimmy Eat World. 
| Nr  | Titel                | Längd |
| --- | -------------------- | ----- |
| 1.  | Thinking, That's All | 2.52  |
| 2.  | Rockstar             | 3.48  |
| 3.  | Claire               | 3.40  |
| 4.  | Call It in the Air   | 3.01  |
| 5.  | Seventeen            | 3.34  |
| 6.  | Episode IV           | 4.29  |
| 7.  | Digits               | 7.29  |
| 8.  | Caveman              | 4.35  |
| 9.  | World Is Static      | 3.57  |
| 10. | In the Same Room     | 4.57  |
| 11. | Robot Factory        | 3.59  |
| 12. | Anderson Mesa        | 5.14  |